# سومین پلیس
سومین پلیس (به انگلیسی: The Third Policeman) نام رمانی نوشته نویسنده ایرلندی، برایان اونولان، تحت نام مستعار فلن اوبراین است. این کتاب بین سال‌های ۱۹۳۹ و ۱۹۴۰ نوشته شد، ولی وقتی اونولان نتوانست برای کتاب ناشری پیدا کند، ادعا کرد که کتاب را گم‌کرده است. کتاب تا زمان مرگ او منتشر نشد و همسرش پس از مرگش، آن را در سال ۱۹۶۷ توسط انتشارات «مک‌گیبون و کی» به نشر رساند.
روزنامه گاردین این کتاب را در فهرست کتاب‌هایی آورده که هر کس قبل از مرگش باید بخواند. در ایران، این کتاب توسط پیمان خاکسار و نشر چشمه منتشر شده‌است.

## خلاصه داستان
یک مرد جوان در یک سرقت مسلحانه شخصی را به قتل می‌رساند با این قصد که هزینه یک پروژه علمی را تأمین کند. در یک لحظه مناسب، همدست او، جان دیونی (John Divney)، پول‌ها را در جایی پنهان می‌کند که بعداً، سر فرصت به رفیقش نارو بزند. در خانه مقتول یک جعبه سیاه هم قرار دارد. وقتی سارق جوان در این جعبه را باز می‌کند، خانه مقتول ناگهان به یک لانه خرگوش بدل می‌شود. راهروهای باریک لانه خرگوش به یک سرزمین سحرآمیز و البته آبسورد می‌انجامند.
راوی داستان که در سراسر این رمان پرحادثه بدون نام و نشان است متوجه می‌شود که جعبه سیاه سر جایش نیست. او طبعاً به کلانتری مراجعه می‌کند اما در کلانتری دو افسر نگهبان با مشکل غریبی مواجه شده‌اند: در اثر جایگزینی و تبادل اتم دوچرخه با انسان، دوچرخه‌ها خصلت‌های انسانی پیدا کرده‌اند تا آن حد که به جنایت روی آورده‌اند. در همان حال بسیاری از دوچرخه‌سواران چابک هم دچار سرگیجه شده‌اند و نمی‌توانند روی پا بند شوند. برای مثال مایکل گیلانی ( Michael Gilhaney ) که تا پیش از این وقایع دوچرخه‌سوار قابلی بوده از روی ناچاری به دیوار تکیه داده که تعادلش را از دست ندهد. در پایان داستان هم او عاقبت مسخ می‌گردد: حالا نیمی از بدنش دوچرخه و نیمی دیگر بدن انسان است.
مأموران کلانتری در این میان به راوی داستان مظنون می‌شوند و او برای اینکه اعدامش نکنند، فرار را به قرار ترجیح می‌دهد. بسیار بدیهی‌ست که در چنین داستانی راوی برای فرار از چنگ پلیس، سوار یک دوچرخه بشود. اما هنگام گریز از چنگ قانون به سومین پلیس برمی‌خورد و درمی‌یابد که دیگر گریزگاهی وجود ندارد.

## تأثیرات
در یکی از قسمت‌های سریال لاست یکی از شخصیت‌های اصلیِ مجموعه به نام «دزموند» کتاب «سومین پلیس» را به دست دارد و در حال خواندن آن است. بعد از پخش این قسمت، فروش این کتاب فلن اوبراین بسیار بیشتر شد. وقتی از یکی از نویسندگان مجموعه دلیل نشان دادن عنوان این کتاب را پرسیدند، گفت بسیاری از ایده‌های اصلی مجموعه را از این کتاب گرفته و خواندن آن می‌تواند به بینندگان مجموعه کمک کند که پیچیدگی‌هایش را بهتر درک کنند.